# كناركوة
كناركوة (بالفارسية: کنارکوه) هي قرية تقع في منطقة مركزية ريفية في إيران. يقدر عدد سكانها بـ 348 نسمة بحسب إحصاء 2016.